# سیارک ۱۴۶۷۴
سیارک ۱۴۶۷۴ (به انگلیسی: 14674 INAOE، نامگذاری:1999UD5)۱۴۶۷۴مین سیارک کشف شده‌است که در ۲۹ اکتبر ۱۹۹۹ کشف شد.